# JC's Girls
JC's Girls (Jesus Christ's Girls) est une organisation chrétienne évangélique ayant pour but l'évangélisation des personnes qui travaillent dans l'industrie du sexe. Son siège est situé à Las Vegas, aux États-Unis.

## Histoire

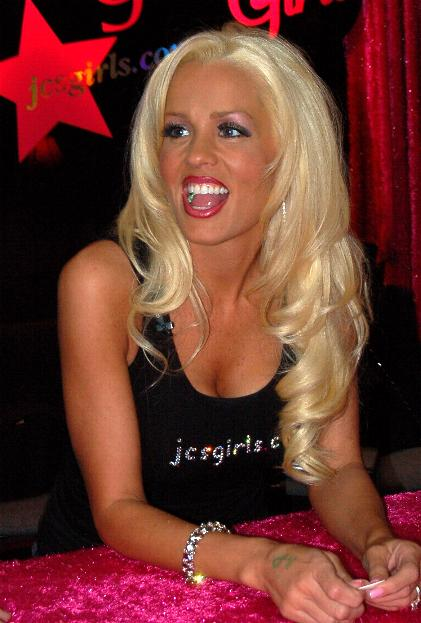
Heather Veitch, fondatrice de l’organisation

L'organisation a été fondée en mars 2005 par Heather Veitch (en), une ancienne stripteaseuse devenue chrétienne, et le pasteur Matt Brown de Sandals Church, Riverside (Californie), une mégaéglise baptiste. Après trois mois, 40 000 personnes ont visité le site web de l’organisation . En 2007, un chapitre est ouvert à The Rock Church de San Diego, une mégaéglise évangélique . En 2008, le siège de l’organisation a déménagé à la Central Christian Church de Henderson (Nevada), près de Las Vegas . Elle a collaboré avec Hookers for Jesus dirigée par Annie Lobert lors du AVN Adult Entertainment Expo à Las Vegas .

## Programmes
L'organisation soutient les femmes qui souhaitent quitter l'industrie du sexe, mais ne cherche pas à les convaincre de le faire. Le groupe ne se concentre pas sur la conversion religieuse, mais plutôt sur le message que des chrétiens existent et ne cherche pas à juger les travailleuses du sexe, étant prêts à les accueillir .
L'organisation aide aussi les femmes et les hommes qui cherchent à surmonter une dépendance à la pornographie.

## Critiques
En 2008, Veitch a déclaré que les principales critiques de l’organisation venaient de chrétiens considérant que les filles de JC portaient des vêtements de travailleuses du sexe, mais elle a répondu que cette apparence était pour faciliter l'identification avec les femmes de l'industrie du sexe  .